# Holmsjötärnen
Holmsjötärnen är en sjö i Askersunds kommun i Närke och ingår i Motala ströms huvudavrinningsområde. Sjöns area är 0,006 kvadratkilometer och den är belägen 163,6 meter över havet.